# Bahnhof Lauscha (Thür)
Der Bahnhof Lauscha (Thür) ist ein Personenbahnhof in Lauscha an der Eisenbahnstrecke Bahnstrecke Coburg–Ernstthal am Rennsteig. Er ist ein Kopfbahnhof und Spitzkehrenbahnhof.

## Lage
Der Bahnhof Lauscha liegt 611 m ü. NN in der Stadt Lauscha im Thüringer Schiefergebirge. Er befindet sich an der L 1145, die in diesem Abschnitt den Namen Bahnhofstraße trägt, im Lauschatal zwischen dem Großen Tierberg mit dem Schnitzerskopf im Osten und dem Teufelsholz im Westen südlich des Ortszentrums. Das Empfangsgebäude liegt bei Streckenkilometer 38,51 (Kilometrierung an den Enden der Gleise 1 und 2). Das Einfahrtssignal von Steinach steht bei Kilometer 37,9 und das von Oberlauscha bei Kilometer 39,6. Die normalspurige Nebenbahn führt im Streckenabschnitt von Coburg über Sonneberg nach Lauscha die Streckennummer 5121 und von Lauscha nach Ernstthal am Rennsteig 6689; Kursbuchstreckennummer 564.

## Geschichte

### Bahnhof 1886–1945
Der Bahnhof Lauscha wurde 1886 als Endpunkt der historisch auch Steinachtalbahn genannten Verbindung von Sonneberg durch die Werra-Eisenbahn-Gesellschaft errichtet. Der Bau dieser Strecke sollte unter anderem der Lauschaer Glasindustrie eine Anbindung an den Güterfernverkehr ermöglichen und die Gasanstalt mit Steinkohle versorgen. Daher war neben dem Personenverkehr auch ein für eine Nebenbahn relativ umfangreicher Güterverkehr vorgesehen. Das Bahnhofsgelände im engen Lauschatal am Fuß des Tierbergs wurde mit bis zu 10 m hohen Bruchsteinmauern zu dessen Hang hin gesichert. Das erste Empfangsgebäude stand in Längslage an der Bahnhofstraße. Am 29. September 1886 fuhr der erste Zug im Bahnhof Lauscha ein, am 30. September um 5.22 Uhr verließ der erste Zug den Bahnhof im planmäßigen Bahnbetrieb.
Im Zuge des Lückenschlusses nach Wallendorf zur Bahnstrecke nach Probstzella ließ die Königliche Eisenbahndirektion Erfurt 1912–1913 umfangreiche Baumaßnahmen durchführen. Weil die Züge nach beiden Zielorten nur in südlicher Richtung an jeweils einem Hang des Lauschatals aus dem Bahnhofsbereich ausfahren können, wurde der Bahnhof Lauscha zum Spitzkehrenbahnhof umgebaut. Die neue Bahnstrecke nach Ernstthal am Rennsteig wurde über ein 93 m langes Viadukt aus Stampfbeton aus dem Bahnhofsgelände heraus zum Westhang des Lauschatals geführt. Sie umrundet den Berg Teufelsholz nahezu vollständig und gewinnt dabei auf einer Strecke von etwa 3,3 km durch den Lauschensteintunnel und über das Viadukt Nasse Telle bis zur Eller, einem Sattel über dem Steinach- und dem Lauschatal, den die Bahnstrecke in nur etwa 330 m Luftlinie minimaler Entfernung zum Bahnhof Lauscha passiert, etwa 85 Höhenmeter.

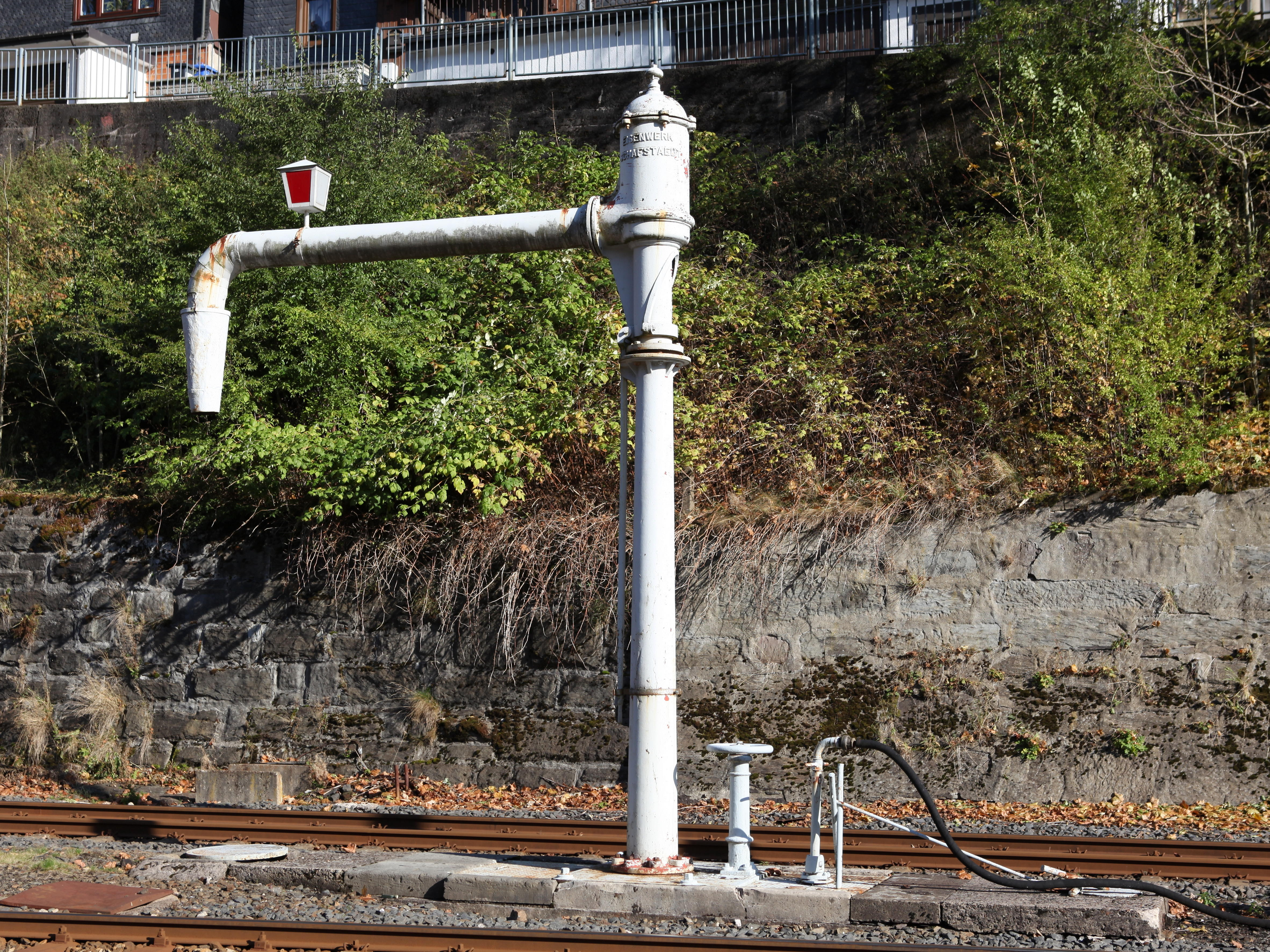
Historischer Wasserkran

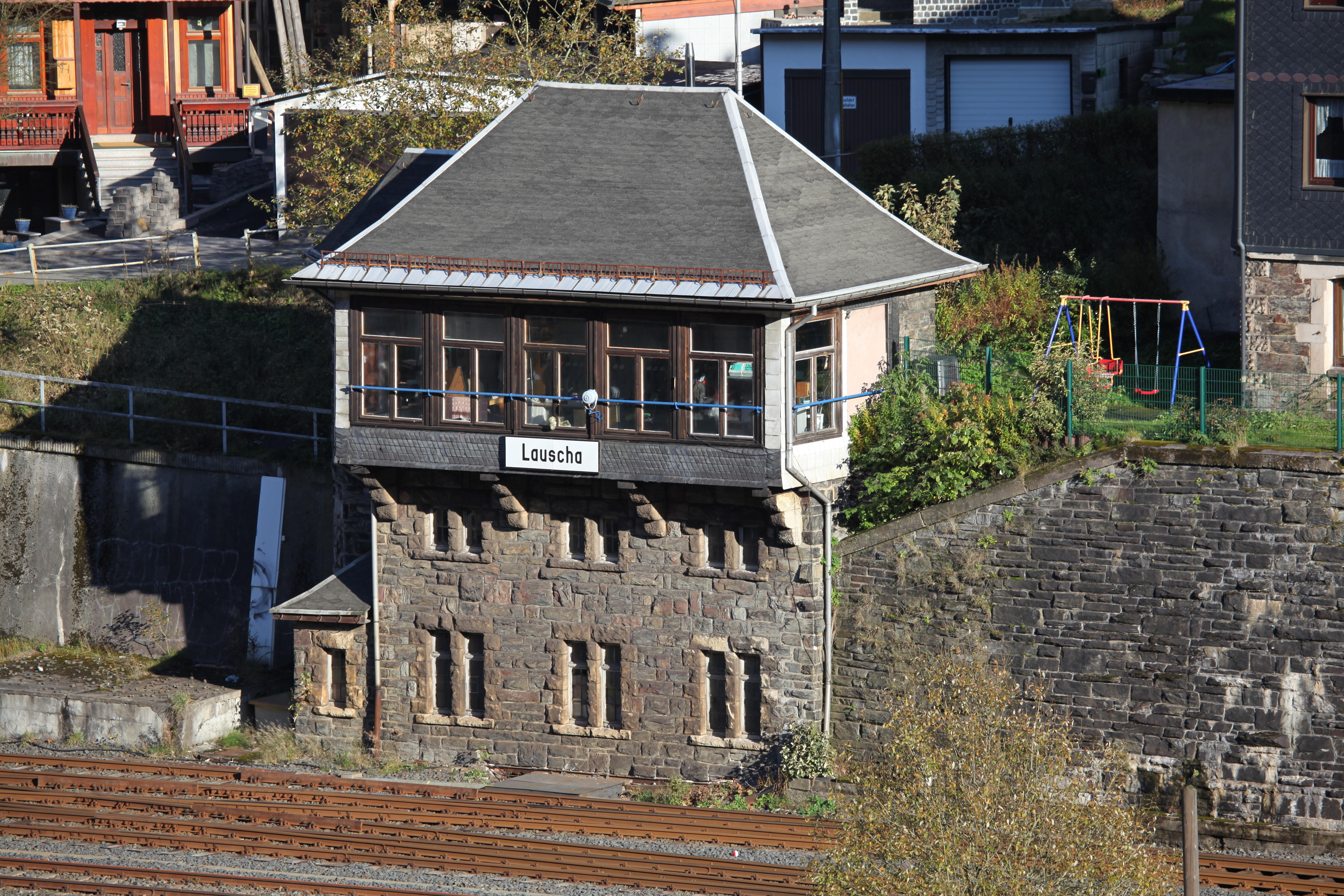
Ehemaliges Stellwerk

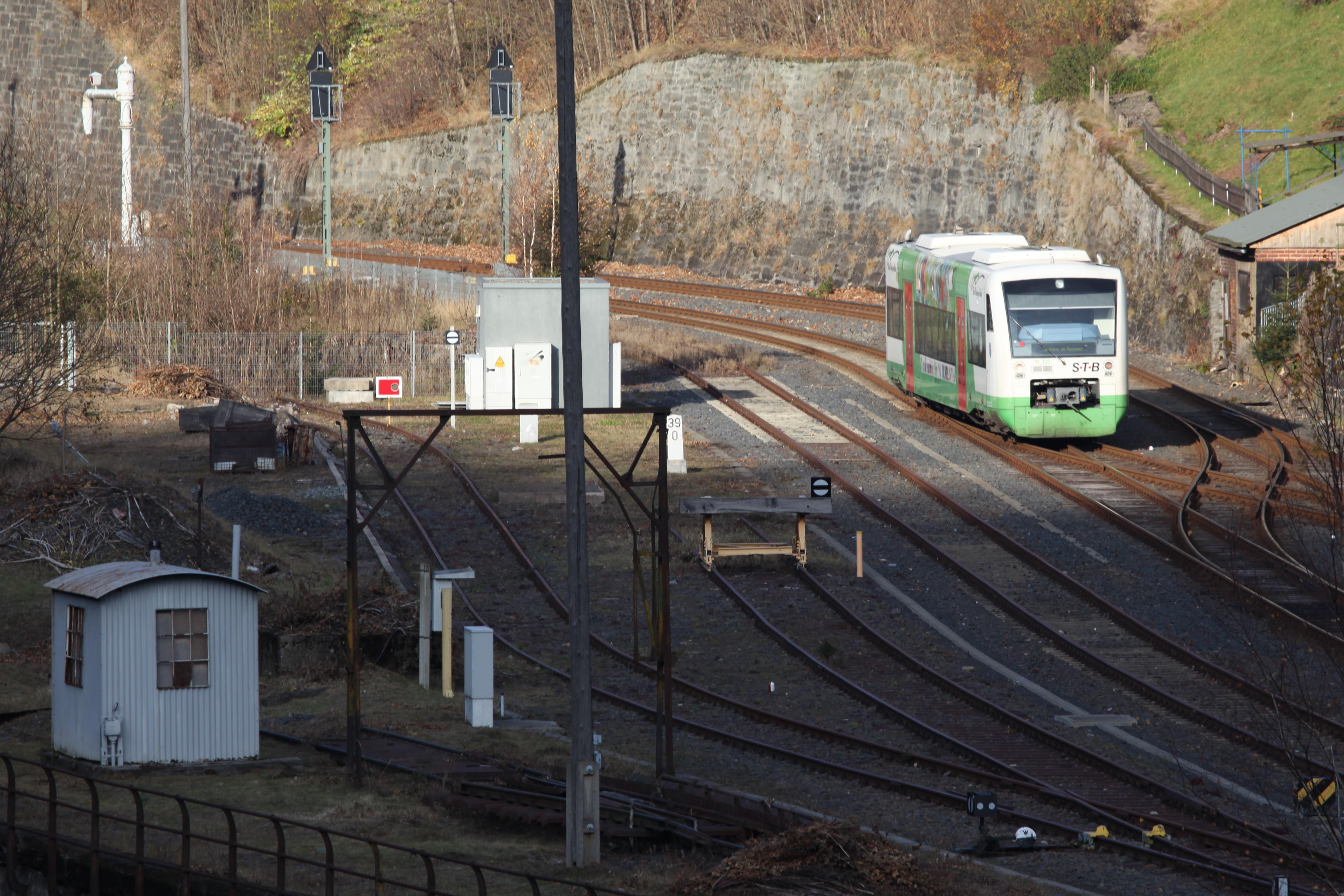
Bahnhofsgelände

In den Jahren von 1912 bis 1914 entstand das heutige, repräsentative Empfangsgebäude in Kopflage der beiden Gleise am Mittelbahnsteig. Es wurde nach einem Entwurf des Ingenieurs Steinbrinck errichtet. Das ein- bzw. zweigeschossige Gebäude hat eine mit Natursteinen verblendete Fassade. Im Erdgeschoss waren die Schalterhalle, die Gepäckannahme, Diensträume und eine Gaststätte, die zeitweise von der Mitropa betrieben wurde, untergebracht. Auf dem Mittelbahnsteig befand sich bis zu dessen Umbau 2001 ein Fahrdienstleiterhäuschen.
Das mechanische Stellwerk wurde 1913 nach Plänen der Ingenieure Jacobi und Steinbrinck gebaut. Das dreigeschossige Gebäude ist in die Stützmauer integriert. Es hat ein Walmdach und eine Fassade aus Natursteinmauerwerk mit Bossengliederung. Der Bedienraum im obersten Geschoss ist durch eine verschieferte Fachwerkfassade gekennzeichnet, die weit auskragt und große Fenster hat.
Der Güterbahnhof wurde umfangreich erweitert. Dazu wurde das abschüssige Gelände mit dem beim Bau des Lauschensteintunnels angefallenen Material aufgefüllt und durch eine Stützmauer aus 6.000 m³ Stampfbeton gesichert. Der Lauschabach wurde kanalisiert und ein Verbindungsweg über die alte Bahnstrecke in eine Unterführung verlegt. Es entstanden unter anderem eine Ladestraße mit zwei Freiladegleisen, ein Schuppengleis, eine Kopframpe sowie eine Gleiswaage und ein Lademaß. Außerdem wurde ein neuer Lokschuppen mit Werkstatt und Lokomotivbehandlungsanlage errichtet. Die Bahnhofsgleise hatten 1914 schließlich eine Länge von 1503 Metern.
Das alte Empfangsgebäude wurde 1915 abgerissen und durch eine neue Güterabfertigung mit Büro- und Wohntrakt ersetzt, der sich der Güterschuppen am Rampengleis anschloss. Das ehemalige Stellwerk, ein historischer Wasserkran, die nicht mehr an das Gleisnetz angeschlossenes Gleiswaage und das verbliebene Lademaß sowie Reste von Rangier-, Abstell- und Verladegleisen zeugen heute noch vom damaligen regen Rangier- und Güterverkehr im Bahnhof Lauscha.

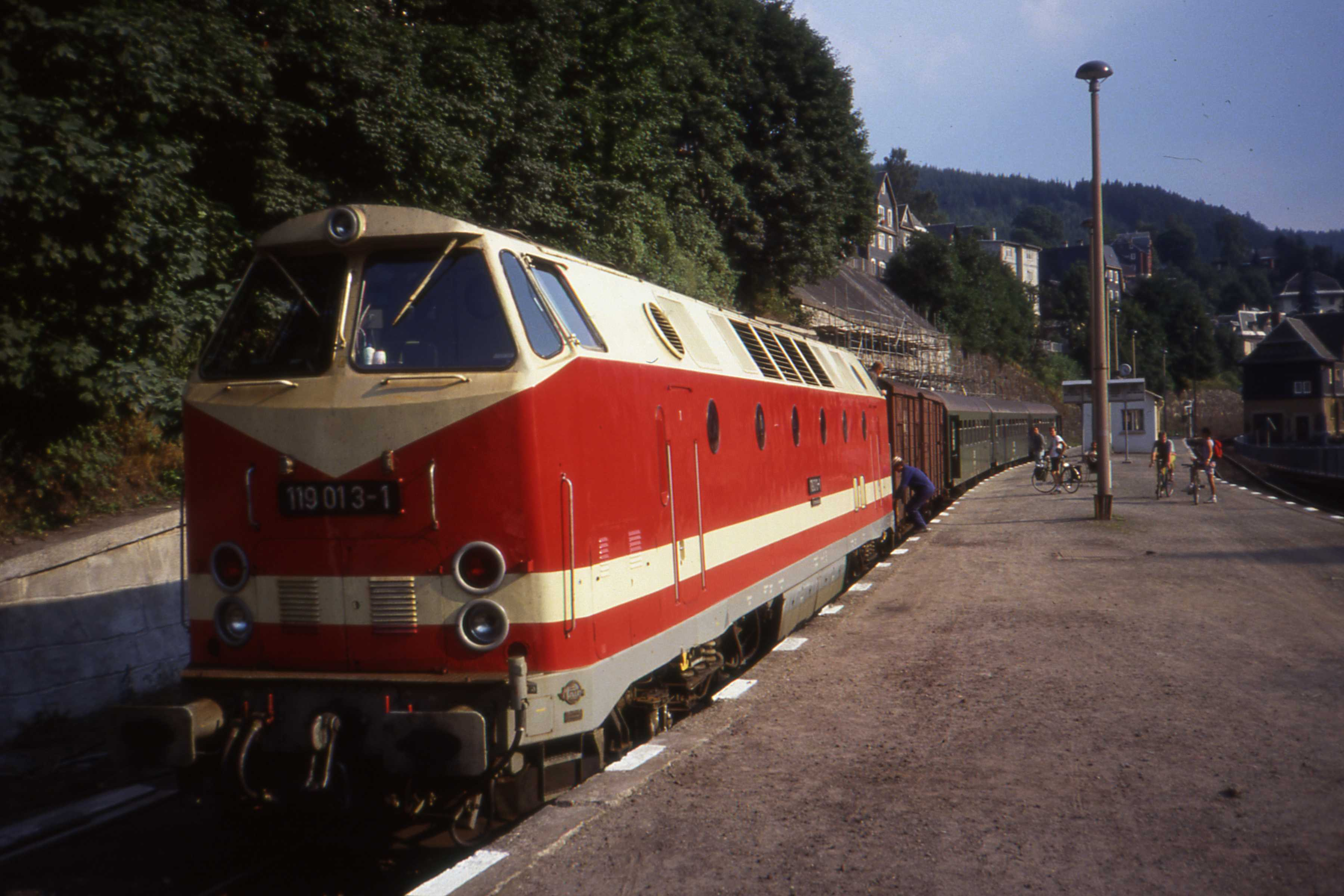
Bahnbetrieb 1991 mit ehemaligem Bahnwärterhäuschen und ehemaliger Bahnmeisterei

In Lauscha wurden die Lokomotiven der Personen- und Eilzüge zwischen Sonneberg und Saalfeld umgesetzt, wofür im Fahrplan mindestens 12 Minuten vorgesehenen waren. Dazu wurde der eingefahrene Zug zurückgedrückt. Anschließend umfuhr die Lokomotive den Zug auf dem Parallelgleis und drückte, nach vorheriger Bremsprobe, den Zug wieder zurück an den Bahnsteig.

### Bahnhof 1945–1994
Am 10. März 1950 kam es zu einem schweren Unfall. Beim Rangieren geriet eine Lokomotive der Baureihe preußische T20 (Baureihe 95 nach DR-Umzeichnungsplan) der DR, die Maschine 95 041, auf ein zwischen der Strecke nach Sonneberg und der über den Bahnhofsviadukt nach Ernstthal am Rennsteig führenden Strecke liegendes Blindgleis, das in den einständigen Lokschuppen führte, durchbrach dessen Außenwand über der 14,5 m hohen Stampfbetonmauer an der Bahnhofstraße und stürzte rückwärts auf die Straße ab. Beim Absturz öffnete sich die Feuertür. Der Lokführer und der Heizer wurden schwer verletzt. Der 65-jährige Oberlokführer erlitt Verbrennungen dritten Grades, denen er fünf Tage nach dem Unfall erlag.
Bis 1952 war in Lauscha eine Lokomotive des Bw Sonneberg stationiert. 1970 wurde der Lokschuppen abgerissen.
Das Abstellgleis 3 neben den Bahnsteiggleisen an der Stützmauer wurde 1965 entfernt.

### Bahnhof nach 1994
Die Bahnmeisterei wurde mit dem Güterschuppen bei Sanierungsarbeiten 2003 abgerissen. Das historische neue Empfangsgebäude wird seit 1996 nicht mehr genutzt und befindet sich in einem kritischen Erhaltungszustand. Es ist Eigentum eines niederländischen Bürgers, der 2012 Reparaturarbeiten am Dach ausführen ließ.
1997 kam es zu einer vorübergehenden Streckenstilllegung, die Streckensanierung der Teilstrecke von Sonneberg erfolgte 1998. 1999 wurde der Bahnverkehrs erneut eingestellt, um die Sanierung der Teilstrecke nach Neuhaus am Rennweg durchzuführen
Ein Großteil der Gleisanlagen wurde 2001 stillgelegt. In Betrieb sind noch die beiden Bahnsteiggleise, ein Lokumfahrgleis und zwei kurze Abstellgleise. Der Bahnhof, der in den 1950er Jahren 27 Beschäftigte hatte, ist unbesetzt und der gesamte Verkehr wird seit 2002 vom elektronischen Stellwerk im Hauptbahnhof Sonneberg gesteuert. Ein Stellrechner steht auf dem Bahnhofsgelände. Der Bahnsteig ist mit einer wettergeschützten Sitzgelegenheit ausgestattet.

## Bahnsteig
| Gleis | Länge in m | Höhe in cm |
| ----- | ---------- | ---------- |
| 1     | 60         | 55         |
| 2     | 60         | 55         |

## Verkehr
Seit 1923 waren die Lokomotiven der Baureihe 95 die dominierende Lokomotivbaureihe auf der Strecke. Ende der 1970er Jahre wurden sie durch Lokomotiven der Baureihe 119 abgelöst, die den Zugverkehr bis zur Streckensperrung 1999 durchführten.
Im Sommer 1976 gab es täglich fünf Personenzug- und ein Eilzugpaar über die ganze Strecke, dazu ein Personenzugpaar nach Sonneberg.
Seit dem 15. Dezember 2002 fährt die Süd-Thüringen-Bahn den Bahnhof Lauscha im Stundentakt mit Leichttriebwagen vom Typ Regio-Shuttle in der Ausführung mit 71 Sitzplätzen und 77 Stehplätzen auf der Strecke von Sonneberg über Lauscha und Ernstthal am Rennsteig nach Neuhaus am Rennweg an. Ab dem 13. Dezember 2020 wird die Linie als RB 41 bezeichnet. Das Umsetzen der Lokomotive ist damit entfallen, doch wird der Bahnhof Lauscha nach wie vor als Kreuzungsbahnhof der Strecke genutzt. Der Aufenthalt im Bahnhof hat sich auf drei Minuten verkürzt.